# Chavagnes-en-Paillers

Chavagnes-en-Paillers este o comună în departamentul Vendée, Franța. În 2009 avea o populație de 3,341 de locuitori.